# Harmonielehre

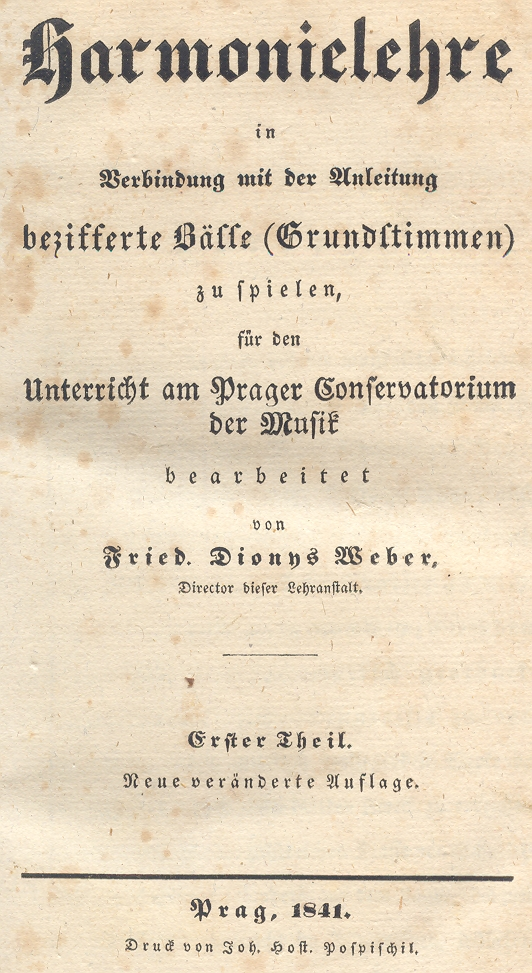
Harmonielehre am Prager Konservatorium von Friedrich Dionys Weber, Prag 1841 (Titelblatt)

Unter Harmonielehre wird die systematische Erfassung der Akkordgestalten und des tonalen Klangraumes verstanden, verbunden mit methodischen Anleitungen (etwa im Tonsatz) zur möglichst fehlerfreien Handhabung der Klangverbindungen im Sinne der traditionellen Vorgaben der Musik innerhalb der dur-moll-tonalen Epoche (ca. 1600 bis in die Gegenwart). Demnach gilt „neben dem Aufbau der Akkorde insbesondere die Verbindung der Klänge zu musikalisch logischen Folgen“ als zentraler Gegenstand der Harmonielehre als Unterrichtsfach.

## Geschichte
Der Begriff „Harmonielehre“ stützt sich auf Jean-Philippe Rameaus (1683–1764) Traité de l’Harmonie (1722), ein Traktat, welches noch während der Zeit des Generalbasses die Erkenntnisse der Fundamentalbass-Theorie zu einer mehr analytisch ausgerichteten Theorie nutzt. Die von Jacob Gottfried Weber (1779–1839) entwickelte und später von Simon Sechter (1788–1867) und Arnold Schönberg (1874–1951) ausgebaute Stufentheorie wurde gegen Ende des 19. Jahrhunderts durch die von Hugo Riemann (1849–1919) begründete Funktionstheorie ergänzt. Beide Systeme haben sich bis in die heutige Zeit mit Modifikationen und Erweiterungen erhalten. Schönbergs im Jahr 1911 erschienenes Werk Harmonielehre war auch theoretisches Fundament für die atonale Zwölftonmusik. Heinrich Schenker (1868–1935) verband in seiner Harmonielehre die Kontrapunktlehre mit der Akkordlehre: die Stimmführung wird nunmehr als die Horizontalisierung der (vertikalen) Harmonik verstanden (bezeichnet auch als Ursatz in der von ihm begründeten Reduktionsanalyse).

## Bedeutung
Harmonielehre wird an Musikhochschulen, Musikschulen und im Rahmen des Musikunterrichts an Gymnasien unterrichtet.
Mit Harmonielehre wird ein Teilaspekt der Musikgeschichte – nämlich die Harmonik – unter satztechnischen und analytischen Gesichtspunkten erfasst. Harmonielehre bedeutet vor allem, aus einer pädagogischen Absicht heraus eine Handwerkslehre zu vermitteln, die zu gewissen Abstraktionen und Vereinfachungen führen muss, da eine stilistische Entwicklung von über 300 Jahren zu berücksichtigen ist. Dennoch kommt der Harmonielehre noch heute eine zentrale Bedeutung zu, da sie Einblick in stilistische – und damit interpretatorische – Grundfragen der Musik zwischen 1600 und 1900 gibt. Darüber hinaus sind Grundkenntnisse von Harmonielehre auch für das Verständnis der sog. Populärmusik oder des Jazz unabdingbar.

### Allgemeine Literatur und Studien
- Martin Eybl: Harmonielehre. In: Oesterreichisches Musiklexikon. Online-Ausgabe, Wien 2002 ff., ISBN 3-7001-3077-5; Druckausgabe: Band 2, Verlag der Österreichischen Akademie der Wissenschaften, Wien 2003, ISBN 3-7001-3044-9.
- Reinhard Amon: Lexikon der Harmonielehre. Wien 2005, ISBN 3-476-02082-7.
- Manfred Wagner: Die Harmonielehren der ersten Hälfte des 19. Jahrhunderts. Gustav Bosse Verlag, Regensburg 1974, ISBN 3-7649-2081-5.
- Hanno Hussong: Untersuchungen zu praktischen Harmonielehren seit 1945. Dissertation. Verlag dissertation.de – Verlag im Internet GmbH, Berlin 2005.
- Benedikt Stegemann: Theorie der Tonalität. Wilhelmshaven 2013, ISBN 978-3-7959-0962-8.

### Harmonielehren (Auswahl)
- Arnold Schönberg: Harmonielehre. Universal Edition Wien 1911, 2. Auflage 1922, ISBN 3-7024-0029-X.
- Paul Hindemith: Unterweisung im Tonsatz. Mainz 1940, ISBN 3-7957-1600-4.
- Dachs/Söhner: Harmonielehre. Kösel, München (in verschiedenen Auflagen)

#### Harmonielehren auf funktionstheoretischer Grundlage
- Hugo Riemann: Handbuch der Harmonielehre. (1. Auflage 1880) Breitkopf & Härtel, Leipzig 1929.
- Hermann Grabner: Handbuch der funktionellen Harmonielehre. ISBN 3-7649-2112-9.
- Wilhelm Maler: Beitrag zur Durmolltonalen Harmonielehre. Band 1 (1. Auflage 1931). 11. Auflage. Leuckart, 1980, ISBN 3-920587-00-6.
- Diether de la Motte: Harmonielehre. Bärenreiter, Kassel, und Deutscher Taschenbuch Verlag, München 1976, ISBN 3-7618-0540-3.
- Thomas Krämer: Harmonielehre im Selbststudium. 8. Auflage 2019, Breitkopf & Härtel, Wiesbaden ISBN 978-3-7651-0261-5

#### Harmonik einzelner Epochen und Stile
- Lars Ulrich Abraham: Harmonielehre. Der homophone Satz. Laaber Verlag. (Choralsatz)
- Wolfgang Budday: Harmonielehre Wiener Klassik. Theorie – Satztechnik – Werkanalyse. Verlag Berthold & Schwerdtner, Stuttgart 2002, ISBN 3-00-008998-5.
- Vincent Persichetti: Twentieth-Century Harmony. New York/London 1961, ISBN 0-393-09539-8.

#### Popularmusik, Jazz
- Richard Graf, Barrie Nettles: Die Akkord-Skalen-Theorie und Jazz-Harmonik. Advance Music, ISBN 3-89221-055-1.
- Peter Kellert, Markus Fritsch: Harmonielehre und Songwriting. ISBN 3-928825-23-2.
- Andreas Kissenbeck: Jazz Theorie. 2 Bände. ISBN 978-3-7618-1968-5.
- Frank Sikora: Neue Jazz-Harmonielehre. ISBN 3-7957-5124-1.
- Frank Haunschild: Die neue Harmonielehre. Band I. ISBN 3-927190-00-4.